# Уґо (Акіта)

39°11′58″ пн. ш. 140°24′47″ сх. д. / 39.19944° пн. ш. 140.41306° сх. д.
Уґо́ (яп. 羽後町, うごまち, МФА: [ugo mat͡ɕi̥]) — містечко в Японії, в повіті Оґаті префектури Акіта. Станом на 1 жовтня 2007 площа містечка становила 230,75 км². Станом на 1 липня 2008 населення містечка становило 17 424 осіб.